# Magična konstanta
Mágična konstánta ali tudi mágična vsôta magičnega kvadrata je vsota števil v vsaki vrstici, stolpcu in (glavni) diagonali magičnega kvadrata. Magična konstanta spodaj prikazanega magičnega kvadrata je 15.  
Izraz magična konstanta ali magična vsota je podobno povezan tudi z drugimi »magičnimi« figurami, kot so npr. magične zvezde, magične kocke ali magični teserakti, oziroma hiperkocke.

## Normalni magični kvadrati
Če je magični kvadrat reda n normalen (vsebuje števila od 1 do n²), potem je magična konstanta odvisna le od vrednosti n. Njena vrednost je:
{\displaystyle M_{2}(n)={\frac {n(n^{2}+1)}{2}}\!\,.}
Ta obrazec je posledica obrazca za vsoto prvih n celih števil:
{\displaystyle 1+2+...+k={\frac {k(k+1)}{2}}\!\,,}
ki da za primer k = n² vrednost n²(n²+1)/2, kar je potem deljeno z n, ker obstaja n vrstic, katerih vsota je enaka.
Magične konstante normalnih magičnih kvadratov reda n = 3, 4, 5, … so (OEIS A006003):
15, 34, 65, 111, 175, 260, 369, 505, 671, 870, ….
Števila v vsaki vrstici, stolpcu ali diagonali normalnega magičnega kvadrata tvorijo magično vrsto.

## Magične kocke
Podobno, če magična kocka vsebuje števila 1, 2, ..., n³, je njena magična konstanta (A027441):
{\displaystyle M_{3}(n)={\frac {n(n^{3}+1)}{2}}\!\,.}

## Magični teserakti
V štirih razsežnostih magični teserakt vsebuje števila 1, 2, ..., n4, njegova magična konstanta je:
{\displaystyle M_{4}(n)={\frac {n(n^{4}+1)}{2}}\!\,.}

## Magične hiperkocke
V splošnem vsebujejo magične hiperkocke razsežnosti k in reda n števila 1, 2, ..., nk, njihova magična konstanta pa je:
{\displaystyle M_{k}(n)={\frac {n(n^{k}+1)}{2}}\!\,.}

## Magične zvezde
Magična konstanta normalne magične zvezde, ki vsebuje cela števila od 1 do 2n, na n točkah je:
{\displaystyle M=4n+2\!\,.}